# The Player
The Player – amerykański serial kryminalny, wyprodukowany przez Davis Entertainment oraz Sony Pictures Television. Twórcą serialu jest John Rogers. The Player jest emitowany od 24 września 2015 roku przez NBC.
23 października 2015 roku stacja NBC ogłosiła zmniejszenie liczby odcinków pierwszego sezonu z planowanych trzynastu odcinków do dziewięciu.
W Polsce serial jest emitowany od 25 marca 2016 roku przez AXN.

## Fabuła
Serial skupia się na Alexie Kane, byłym komandosie, który obecnie pracuje jako ochroniarz w Las Vegas. Jego życie zmienia się, gdy zostaje wciągnięty w sieć konspiracyjną, która zmusza go do wykonywania trudnych zadań, aby uratować życie niewinnych ludzi.

## Obsada

### Główna
- Wesley Snipes jako pan Johnson[4]
- Philip Winchester jako Alex Kane[5]
- Charity Wakefield jako Cassandra King[6]
- Damon Gupton jako Cal Brown

### Drugoplanowe
- Daisy Betts jako Ginny, była żona Alexa[7]
- Courtney Grosbeck jako Dani[8]
- Nick Wechsler jako  Nick[9]
- Richard Roundtree jako mentor Alexa Kane'a[10]

### Gościnne występy
- Eric Roberts jako Pauly Agostino[10]

## Odcinki
| Nr | # | Tytuł                 | Reżyseria          | Scenariusz                   | Premiera (NBC)       | Premiera (AXN)   |
| -- | - | --------------------- | ------------------ | ---------------------------- | -------------------- | ---------------- |
| 1  | 1 | Pilot                 | Bharat Nalluri     | John Rogers, John Fox        | 24 września 2015     | 25 marca 2016    |
| 2  | 2 | Ante Up               | Michael J. Bassett | Jim Campolongo               | 1 października 2015  | 1 kwietnia 2016  |
| 3  | 3 | L.A. Takedown         | Bill Johnson       | VJ Boyd                      | 8 października 2015  | 8 kwietnia 2016  |
| 4  | 4 | The Big Blind         | Oz Scott           | Jessica Grasl                | 15 października 2015 | 15 kwietnia 2016 |
| 5  | 5 | House Rules           | Michael J. Bassett | Amanda Segel                 | 22 października 2015 | 22 kwietnia 2016 |
| 6  | 6 | The Norseman          | Steven A. Adelson  | Nick Antosca                 | 29 października 2015 | 29 kwietnia 2016 |
| 7  | 7 | A House Is Not a Home | Nick Copus         | SJ Hodges                    | 5 listopada 2015     | 6 maja 2016      |
| 8  | 8 | Downtown Odds         | Brad Tanenbaum     | Mike Ostrowski               | 12 listopada 2015    | 13 maja 2016     |
| 9  | 9 | Tell                  | Bobby Roth         | Patrick Massett, John Zinman | 19 listopada 2015    | 20 maja 2016     |

## Produkcja
24 stycznia 2015 stacja NBC zamówiła pilotowy odcinek serialu.
9 maja 2015 roku stacja NBC zamówiła pierwszy sezon serialu na sezon telewizyjny 2015/2016. Pierwotnie serial nosił tytuł Endgame.